# Mamma (moln)
För släkrelationen mamma, se moder
Mamma är ett kännetecken hos moln som har juverliknande utväxter på undersidan.
Mamma förekommer mest hos huvudmolnslagen cirrus, cirrocumulus, altocumulus, altostratus, stratocumulus, och cumulonimbus.

## Galleri

Moln med kännetecknet mamma
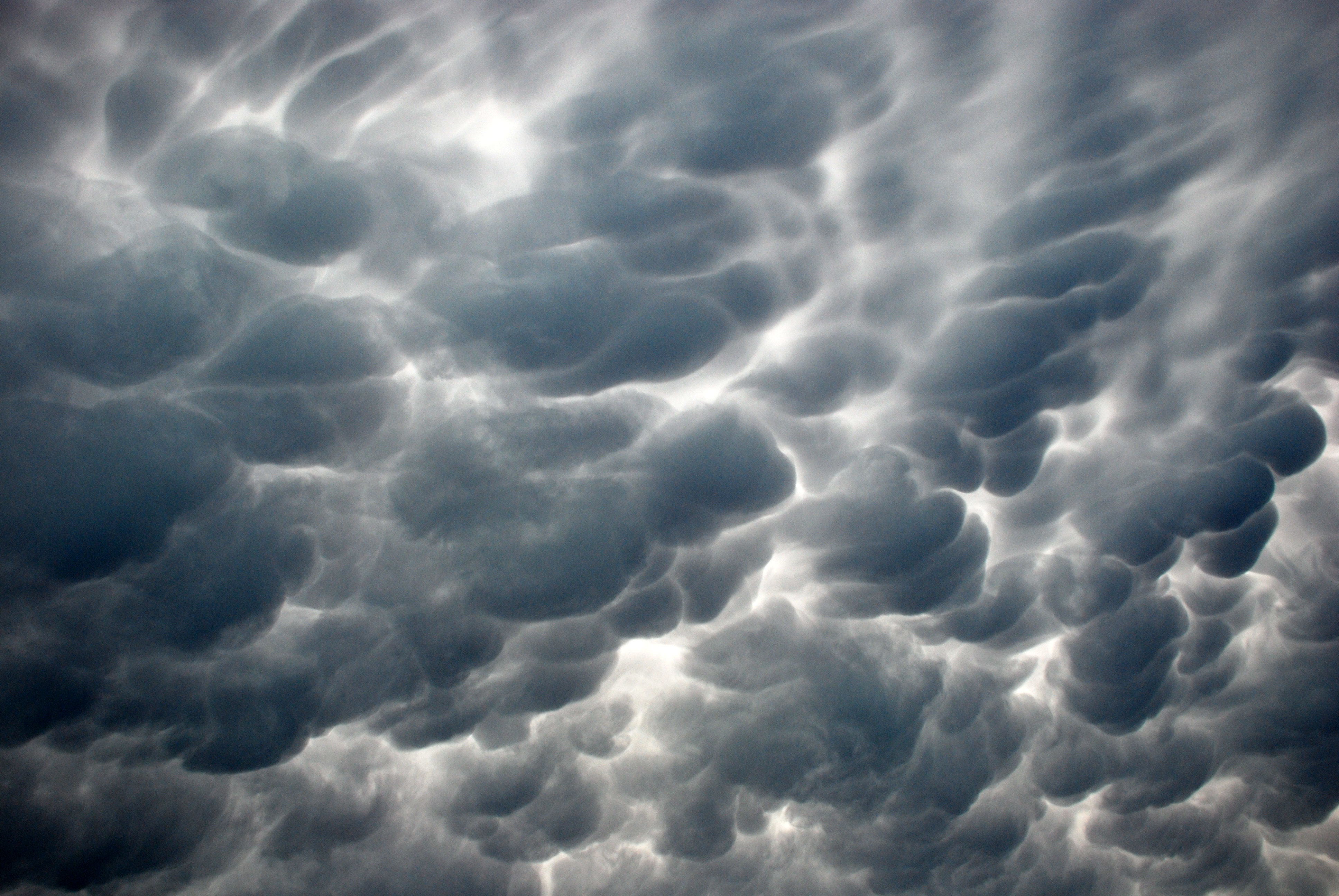
Mammamoln över San Antonio, Texas, USA 2009
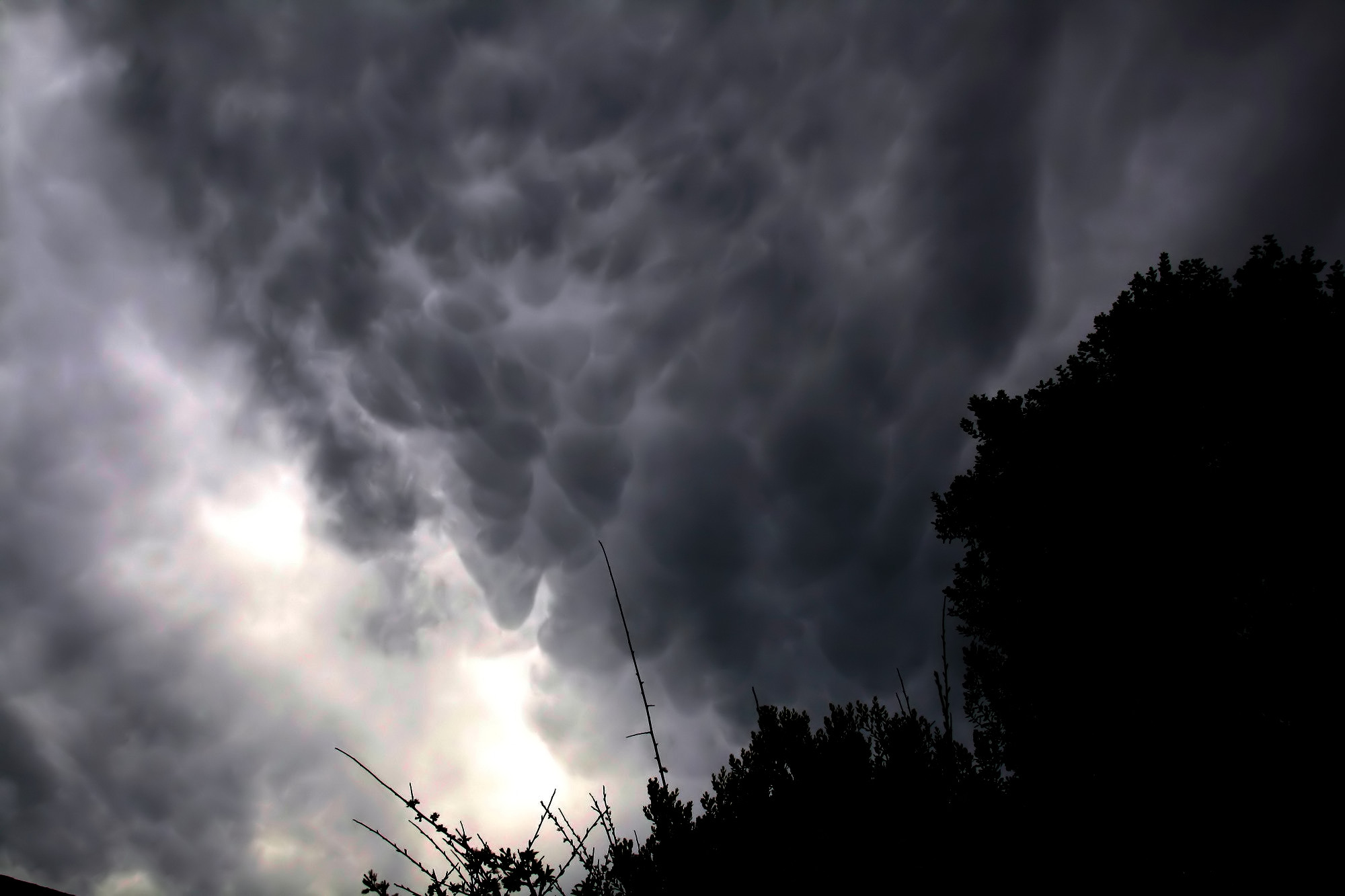
Mammamoln över San Francisco, Kalifornien, USA
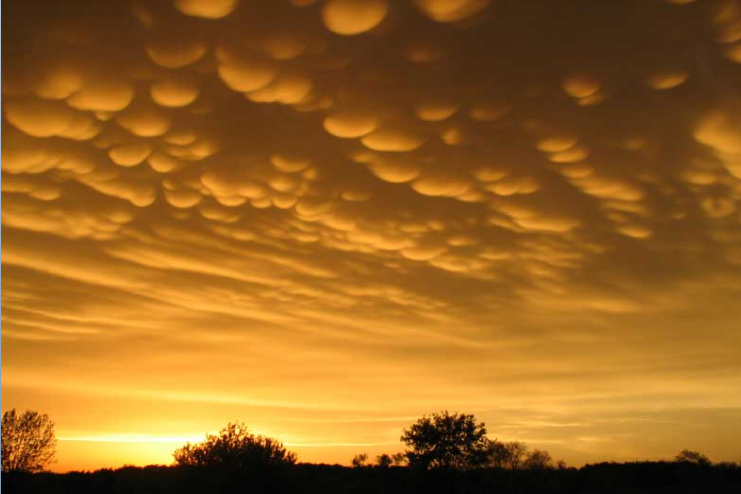
Mammamoln över Minnesota, USA 2005
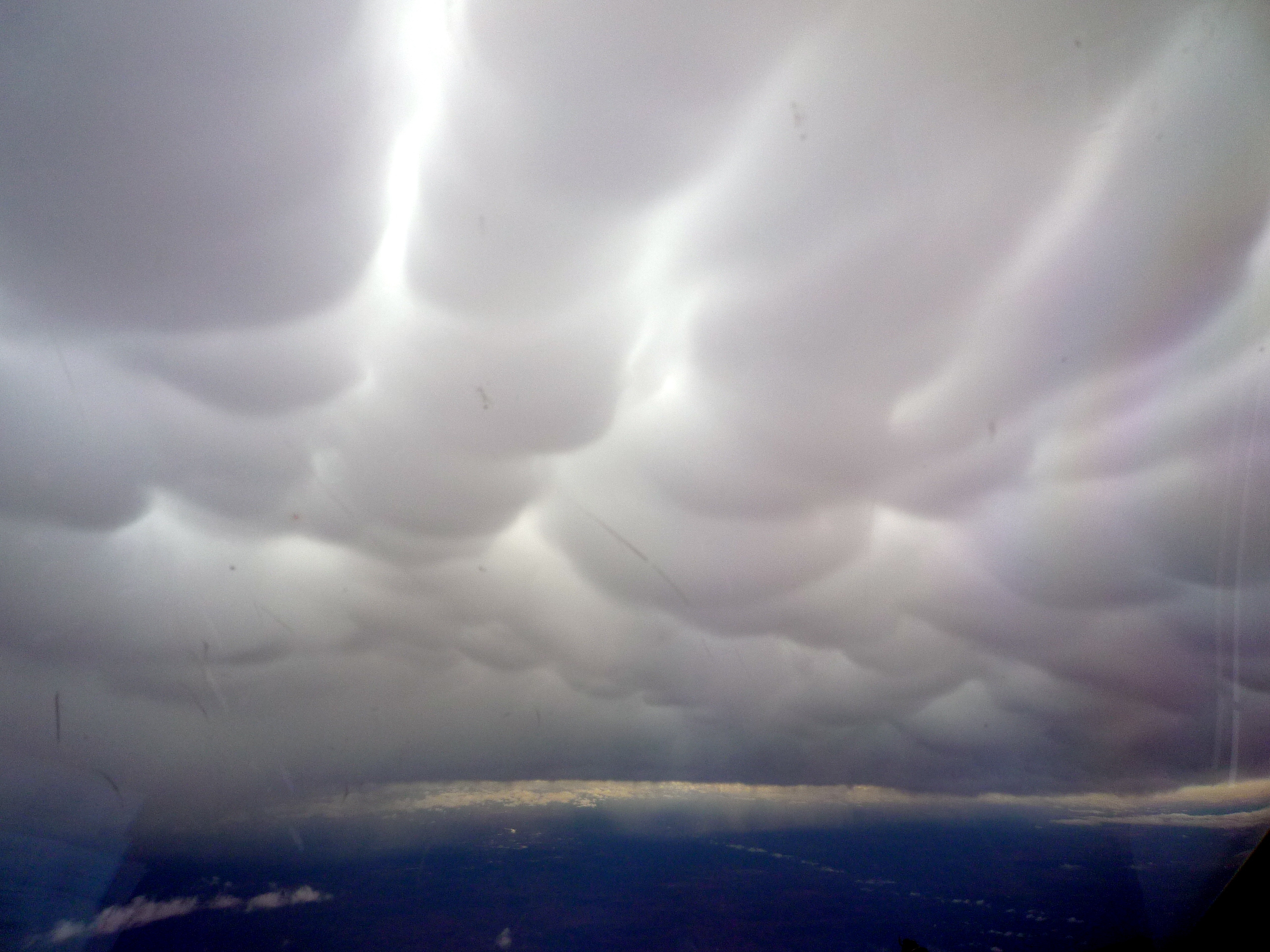
Mammamoln fotograferade från ett flygplan över centrala New South Wales, Australien, 2008.